# Maurice Coomarawel
Maurice Coomarawel (* 16. April 1940; † 22. Juli 2008 in Australien) war ein sri-lankischer Radrennfahrer und nationaler Meister im Radsport.

## Sportliche Laufbahn
Coomarawel war Straßenradsportler und Teilnehmer der Olympischen Sommerspiele 1960 in Rom. Das olympische Straßenrennen beendete er nicht. Er war einzige Sportler seines Landes, der im Radsport an den Start ging. Er war auch der erste Sportler seines Landes (damals Ceylon), der bei Olympischen Spielen im Radsport startete.
Coomarawel war mehrfacher nationaler Meister im Radsport. Die Tour de Ceylon gewann er 1960. Insgesamt gewann er das Etappenrennen viermal.